# Biserica de lemn din Târnava de Criș

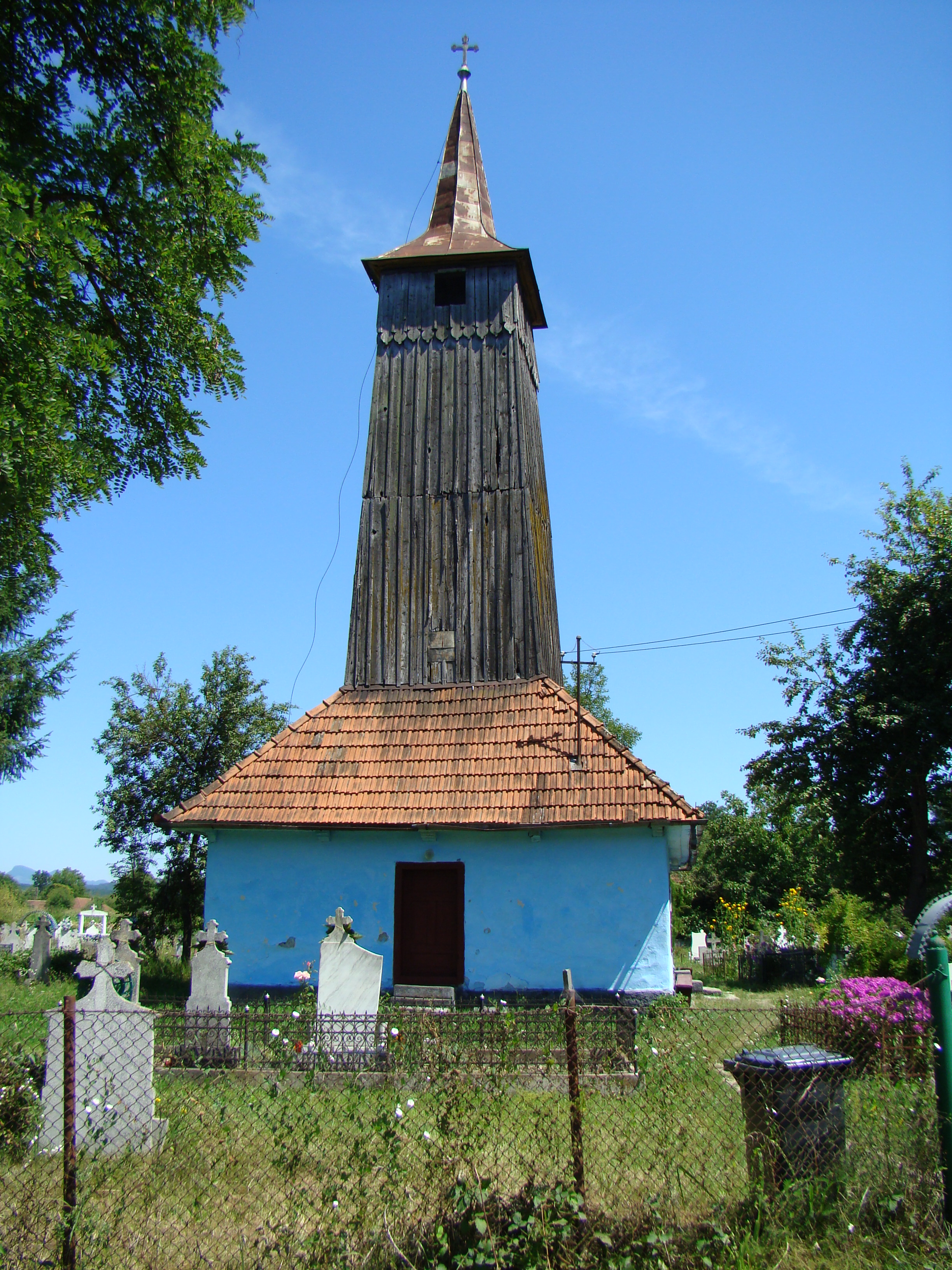
Biserica de lemn „Sfinții Arhangheli” din Târnava de Criş, comuna Vaţa de Jos, județul Hunedoara, foto: iulie 2009.

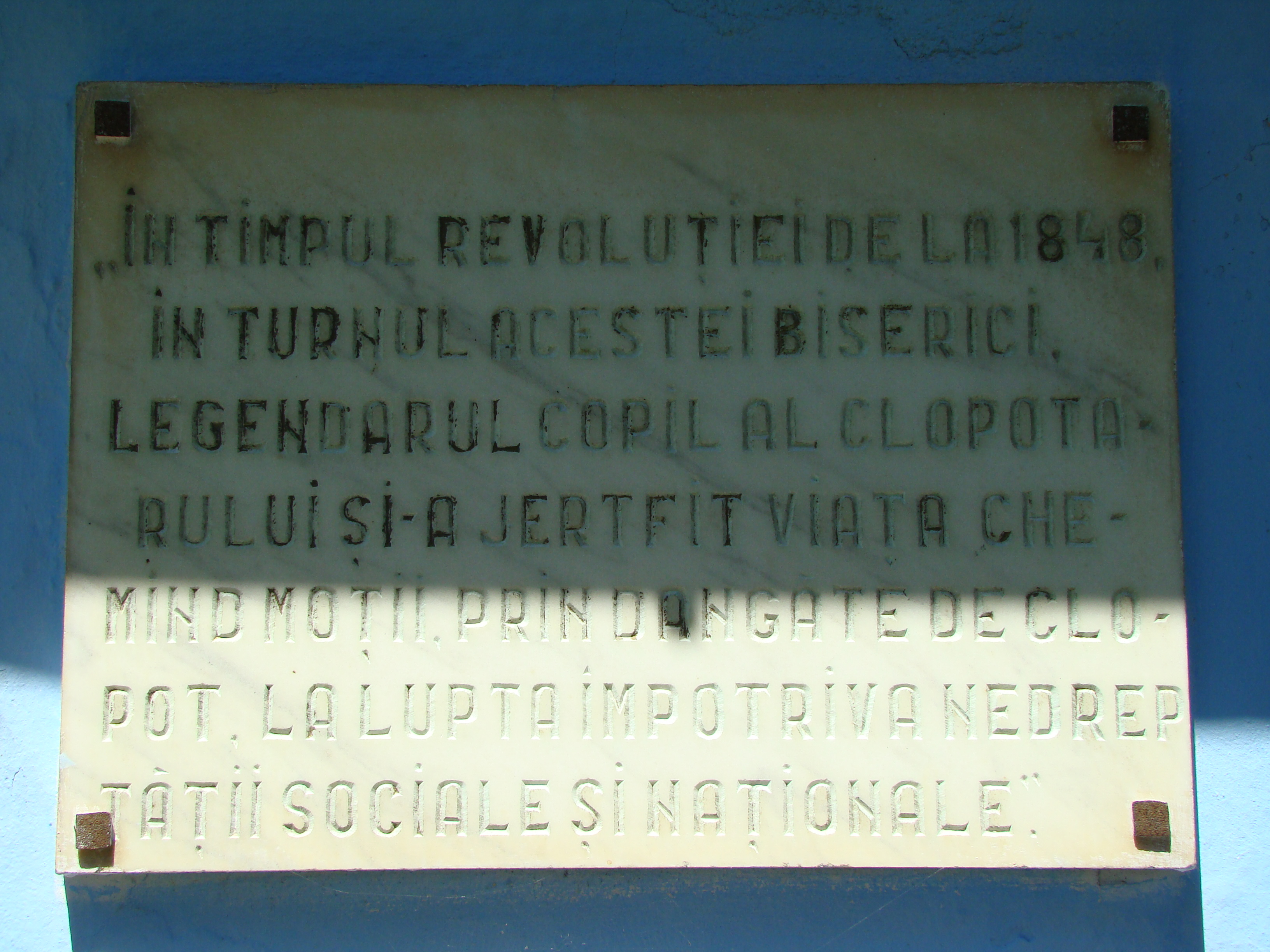
Placă comemorativă

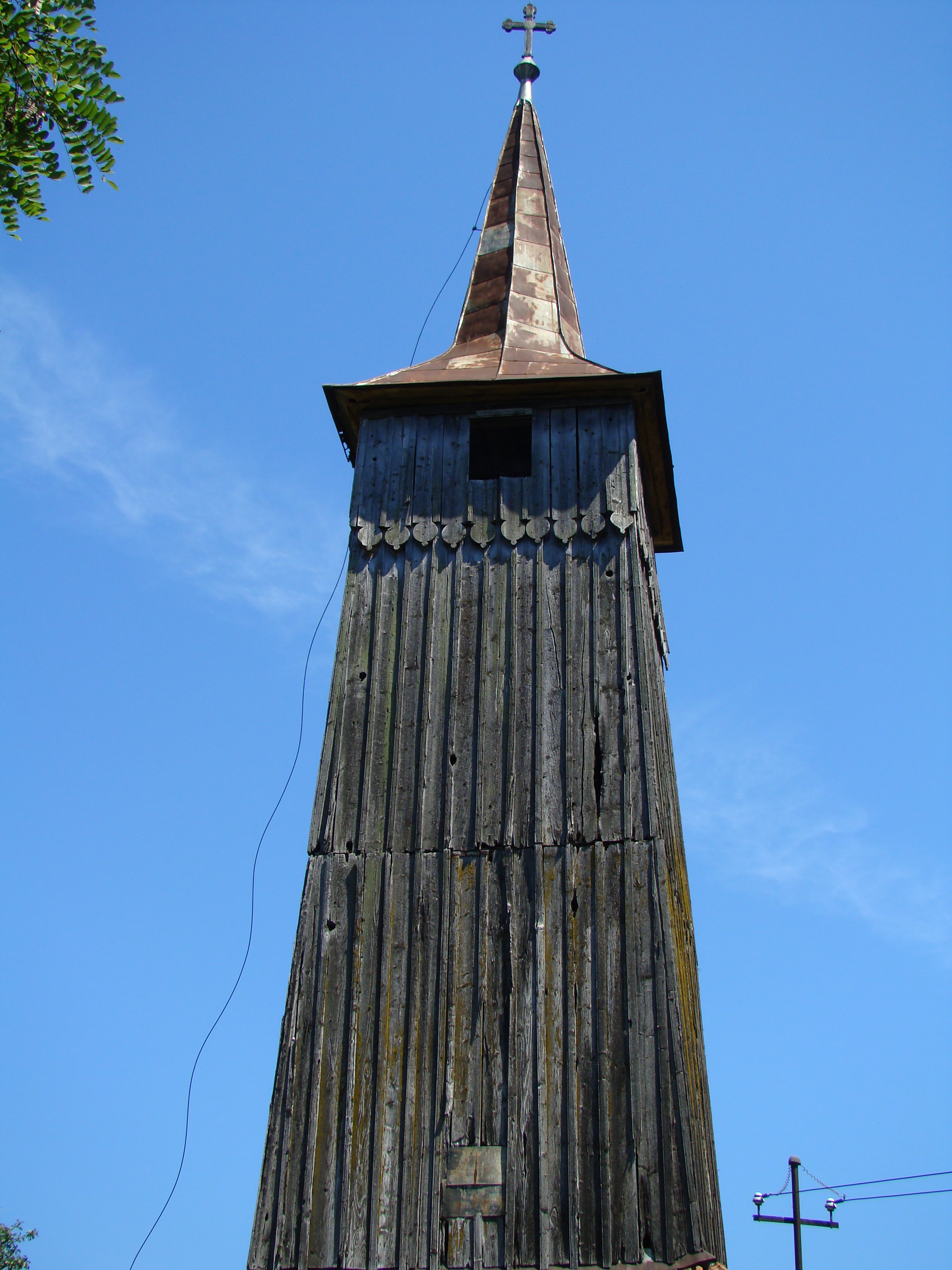
Turnul-clopotniță

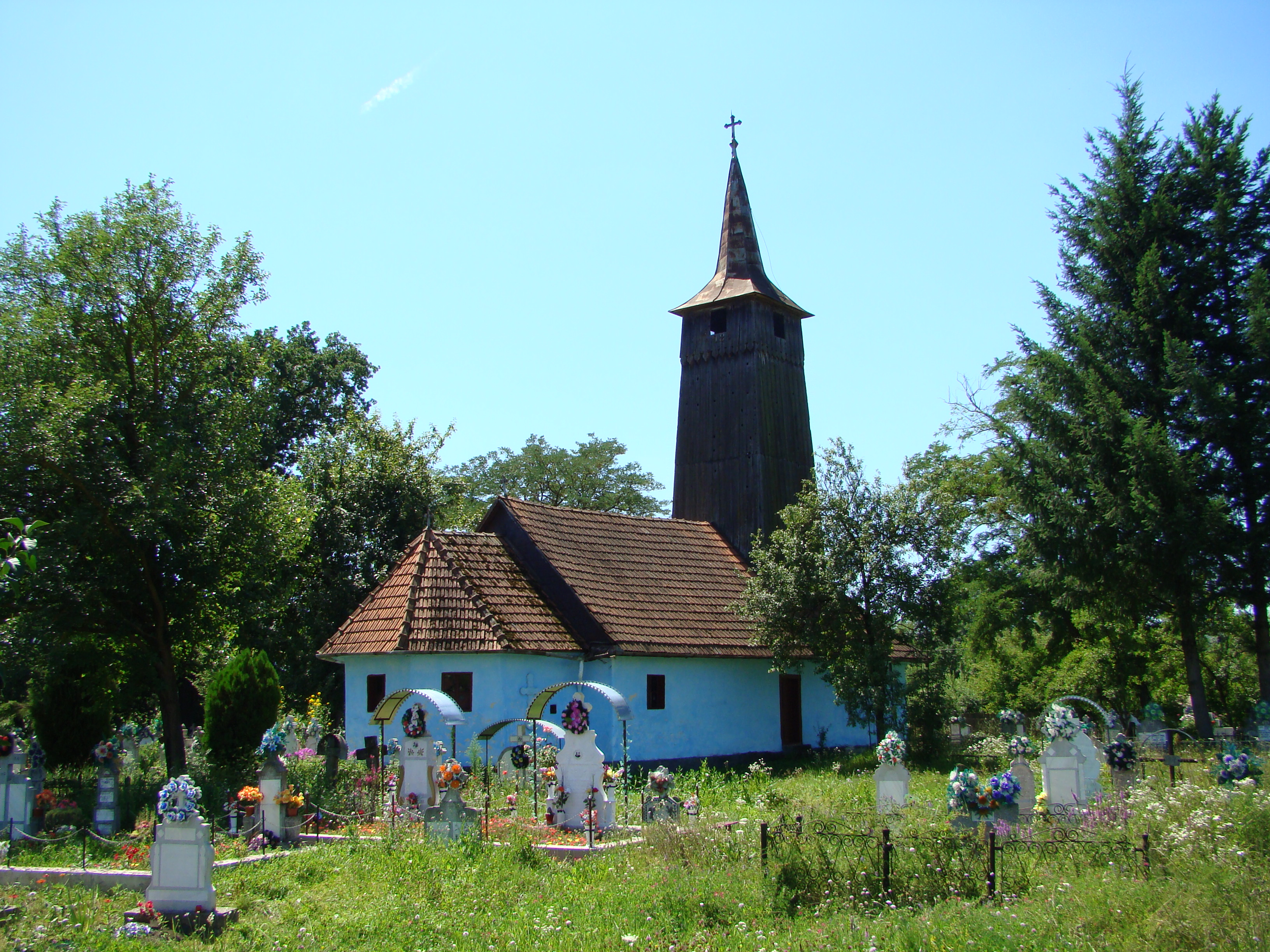
Biserica (nord-est)

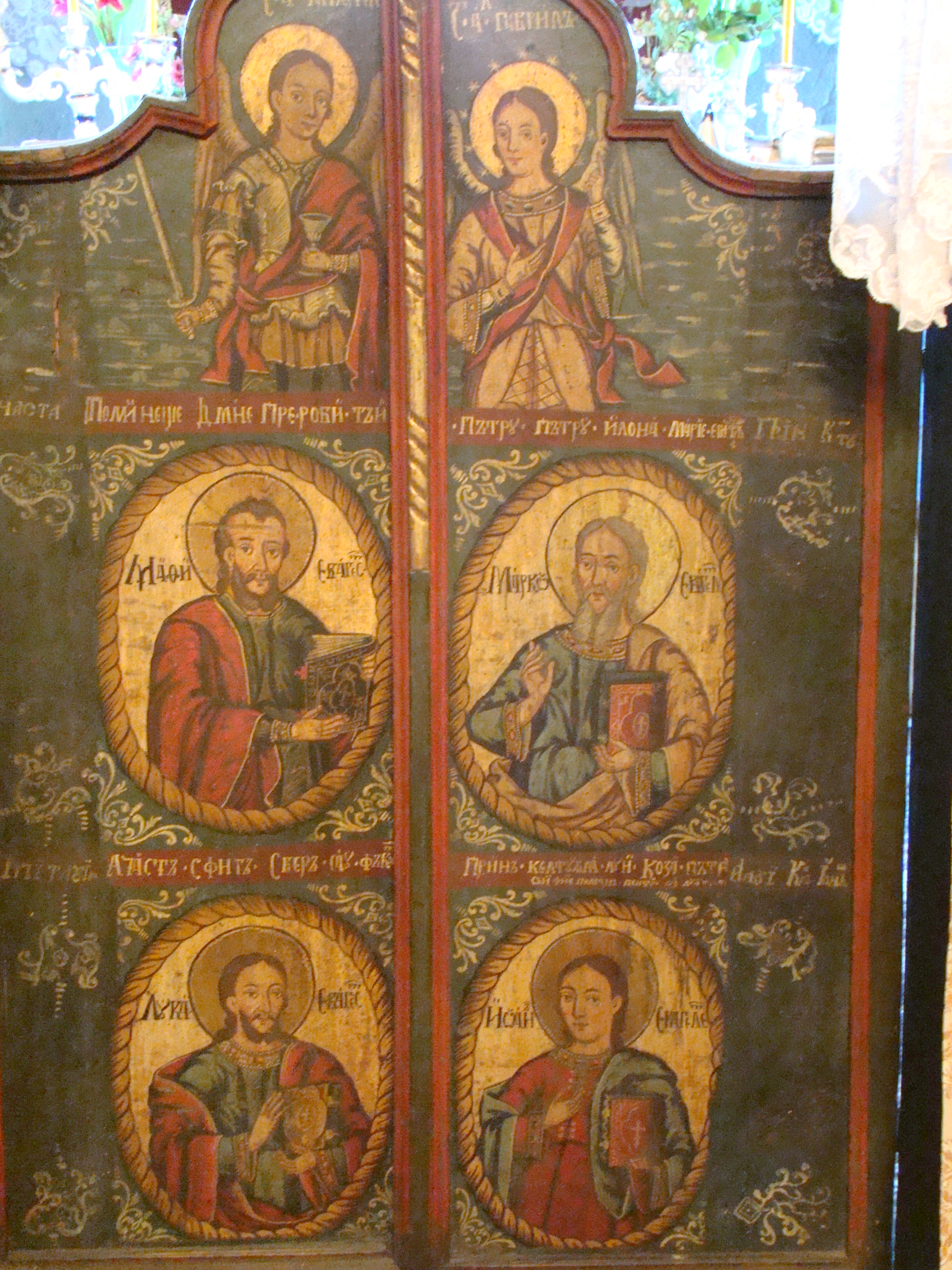
Ușile împărătești: Sfinții Arhangheli; Evangheliștii

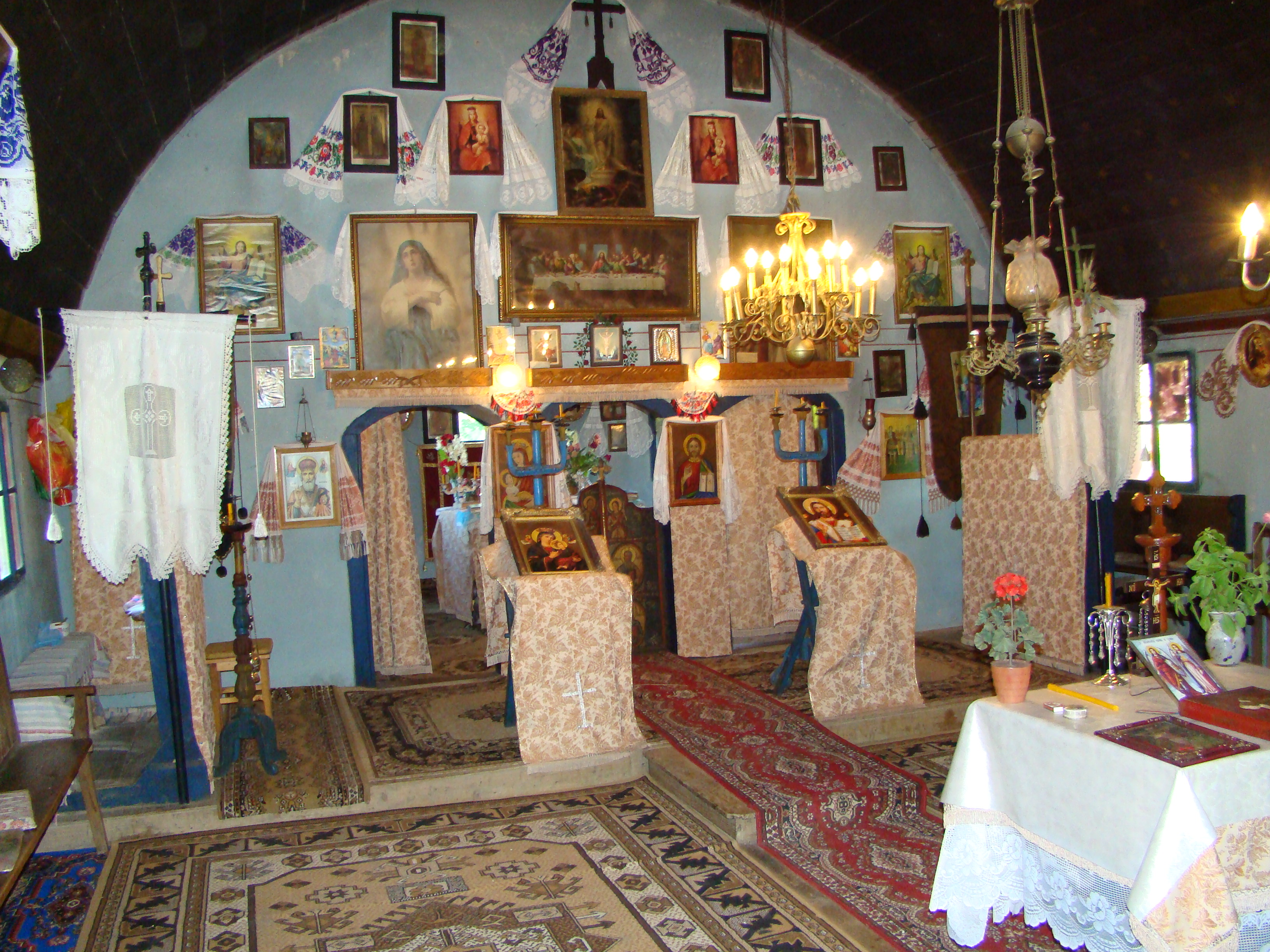
Interiorul navei

Biserica de lemn din Târnava de Criș, comuna Vața de Jos , județul Hunedoara a fost ridicată în anul 1824. Are hramul „Sfinții Arhangheli Mihail și Gavriiil” (8 noiembrie). Deși nu figurează pe noua listă a monumentelor istorice, biserica are o valoare istorică deosebită, fiind martora tumultuoaselor evenimente de la 1848, când în Zarand pătrunseseră cete de unguri înarmați conduși de maiorul Gaal. Au avut loc bătălii la Gura-Văii, Hălmagiu și mai ales la Târnava de Criș, unde sunt uciși aproximativ 283 de români, în data de 8 noiembrie. Ofensiva a continuat, ungurii ocupând Baia de Criș și Bradul, dar neavând curajul să se aventureze în munți, s-au retras, umplând Zarandul de spânzurători și jefuind satele cumplit.

## Imagini din exterior

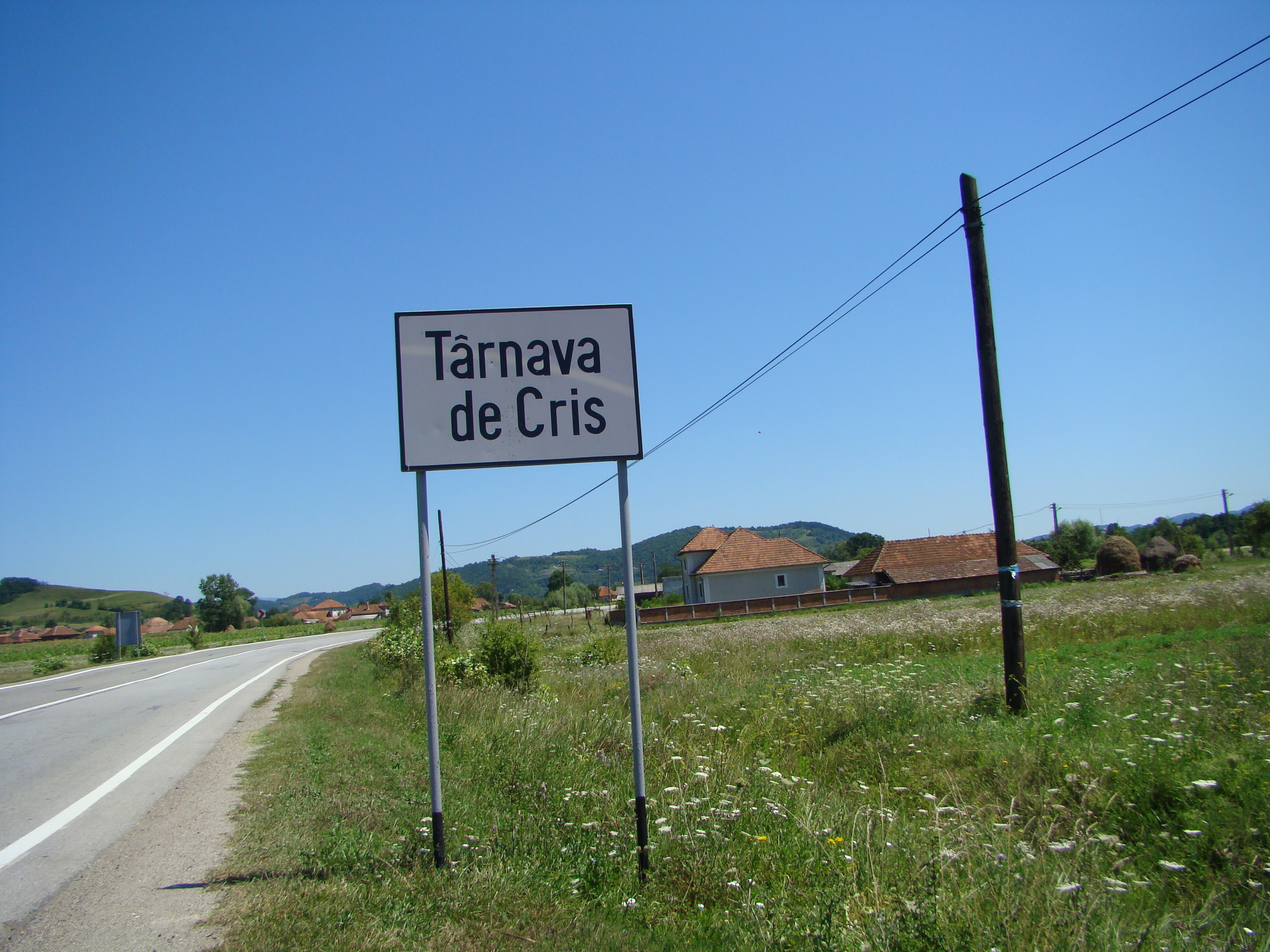
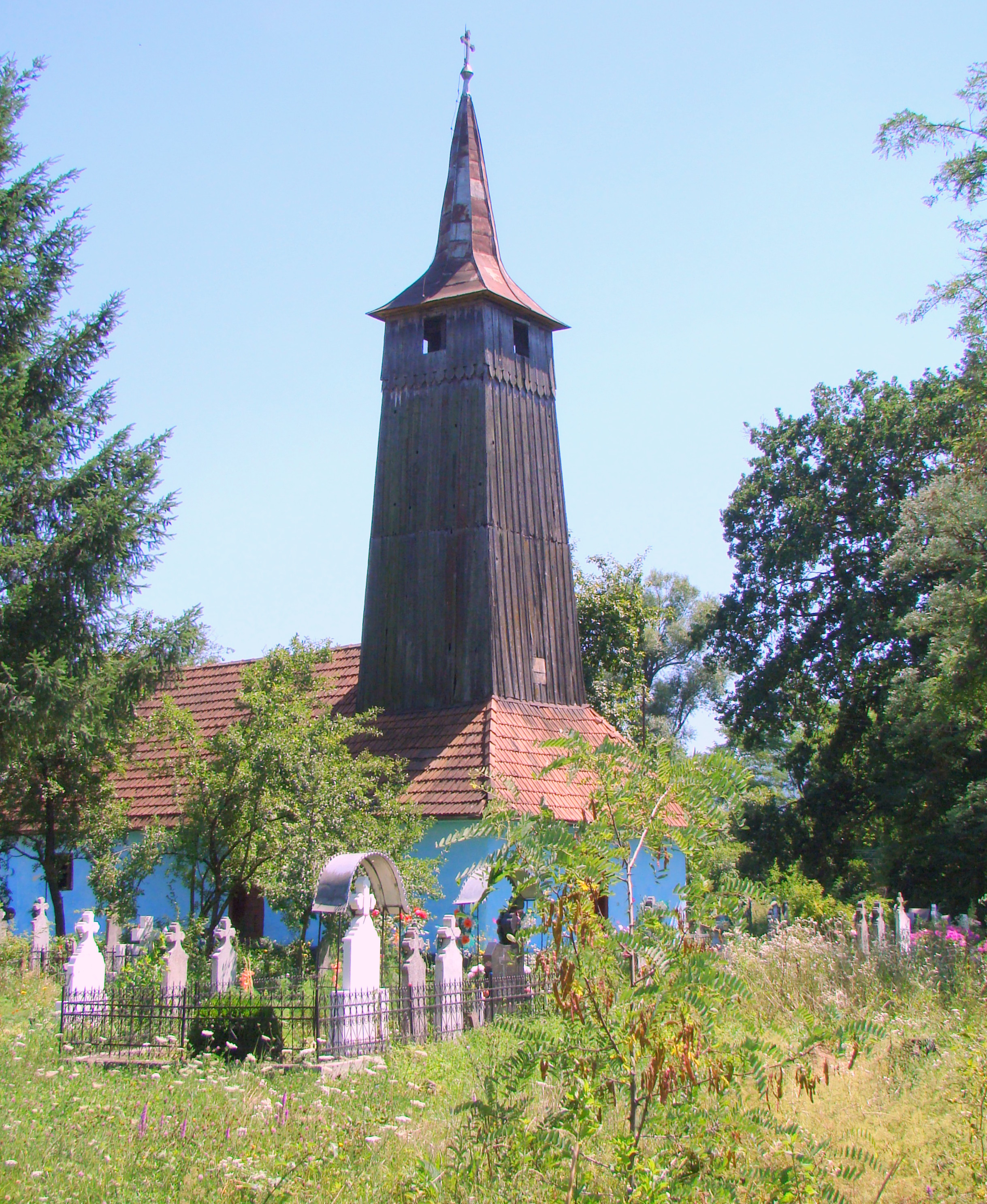
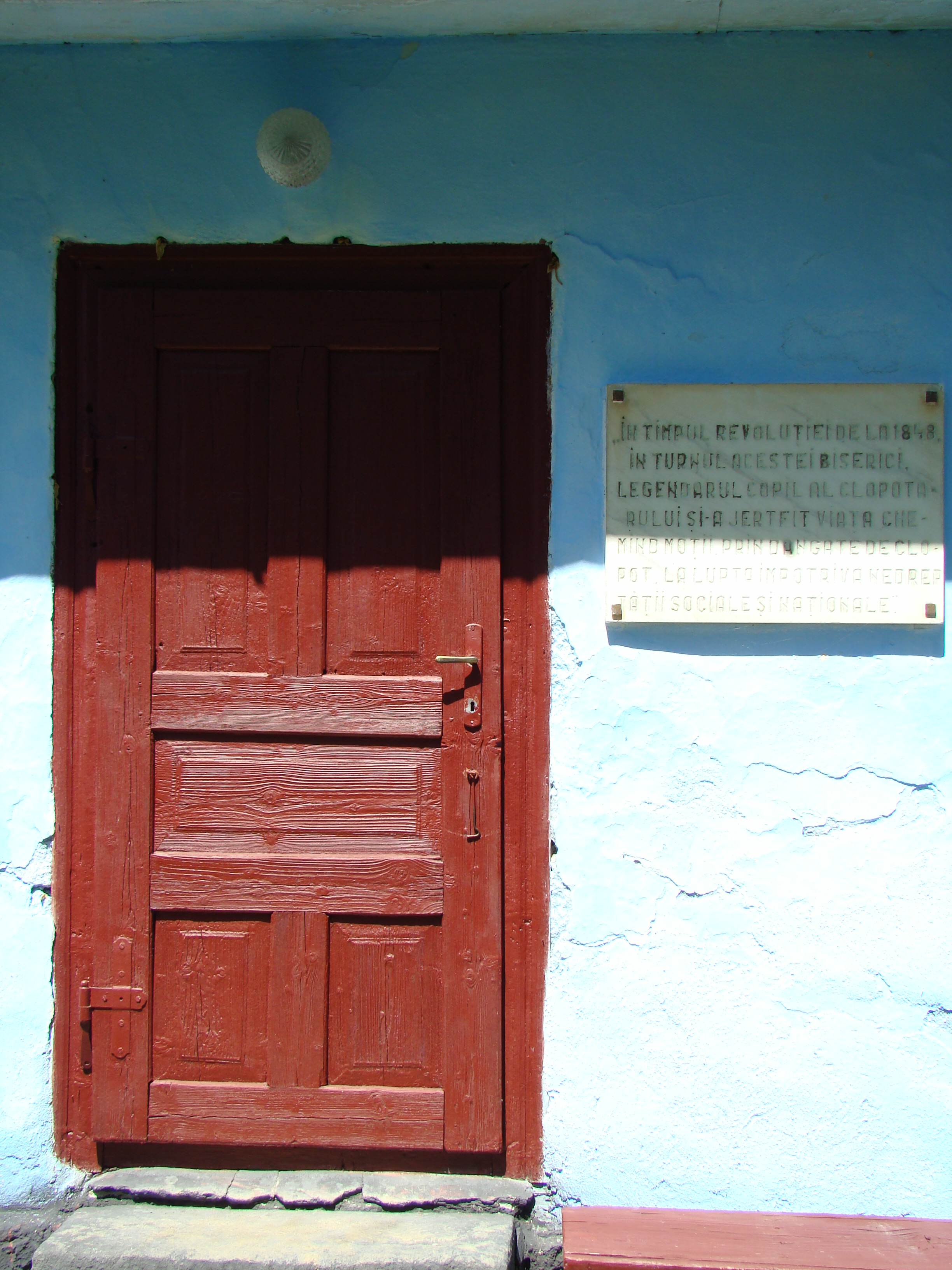
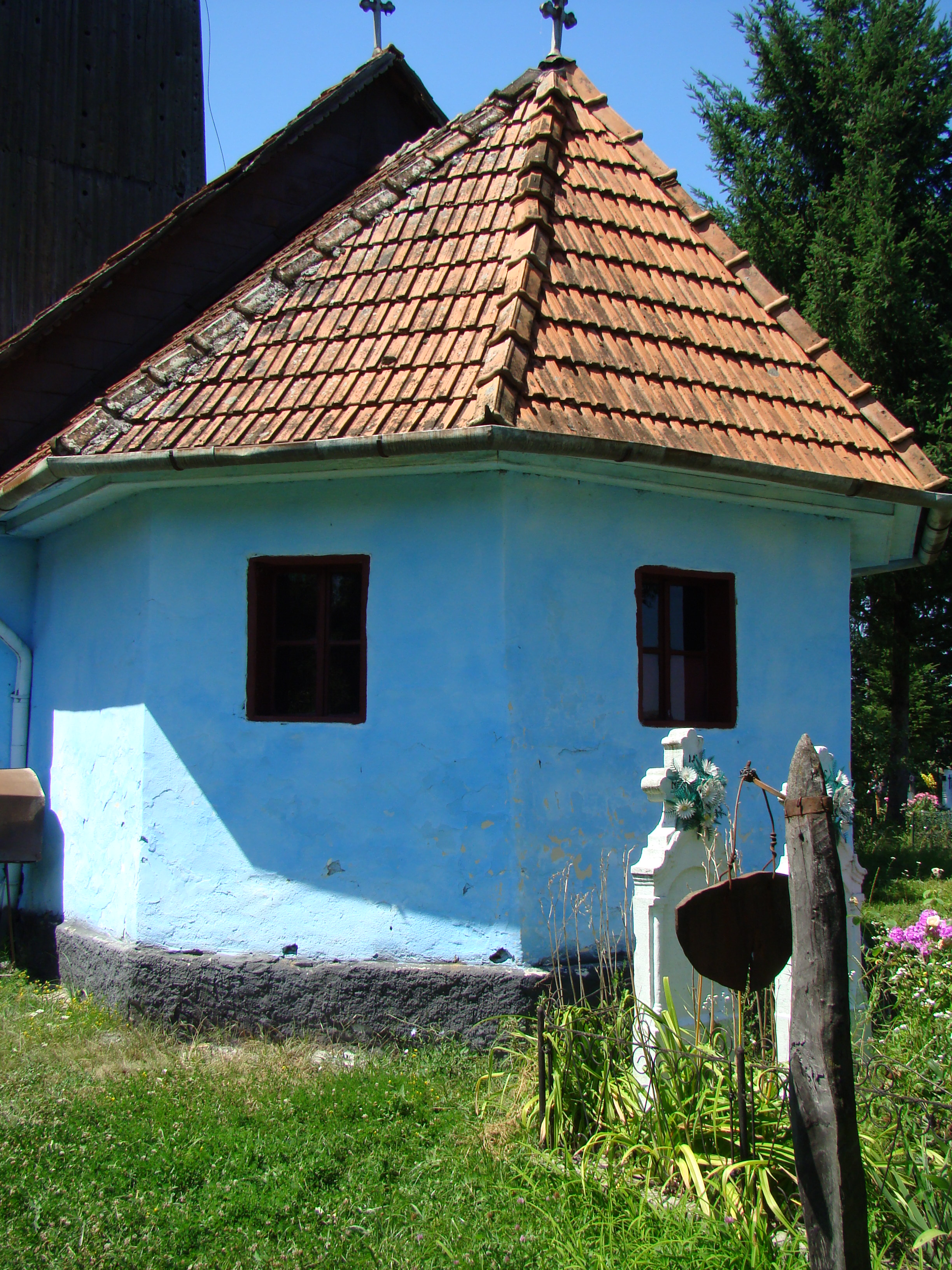
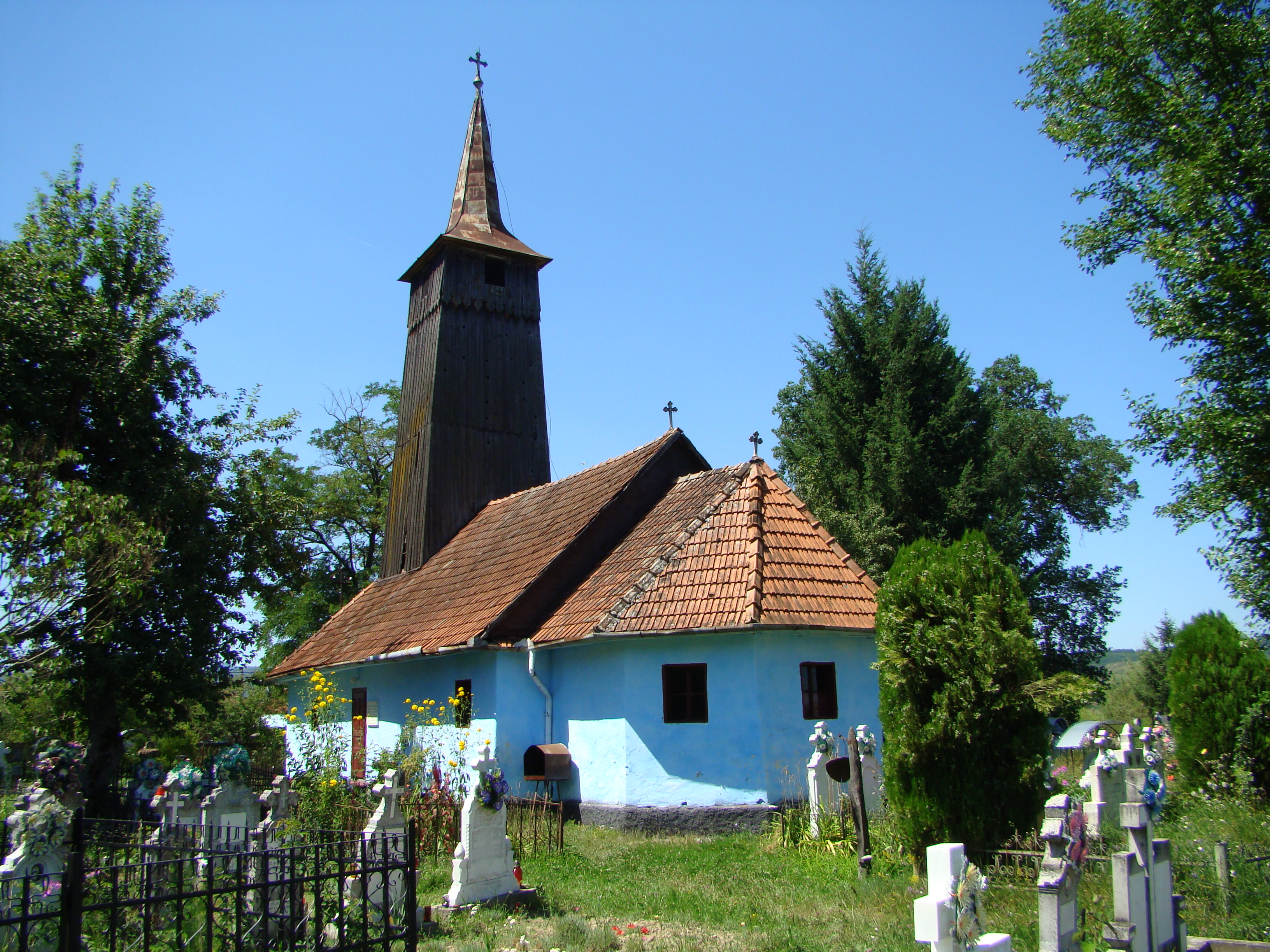
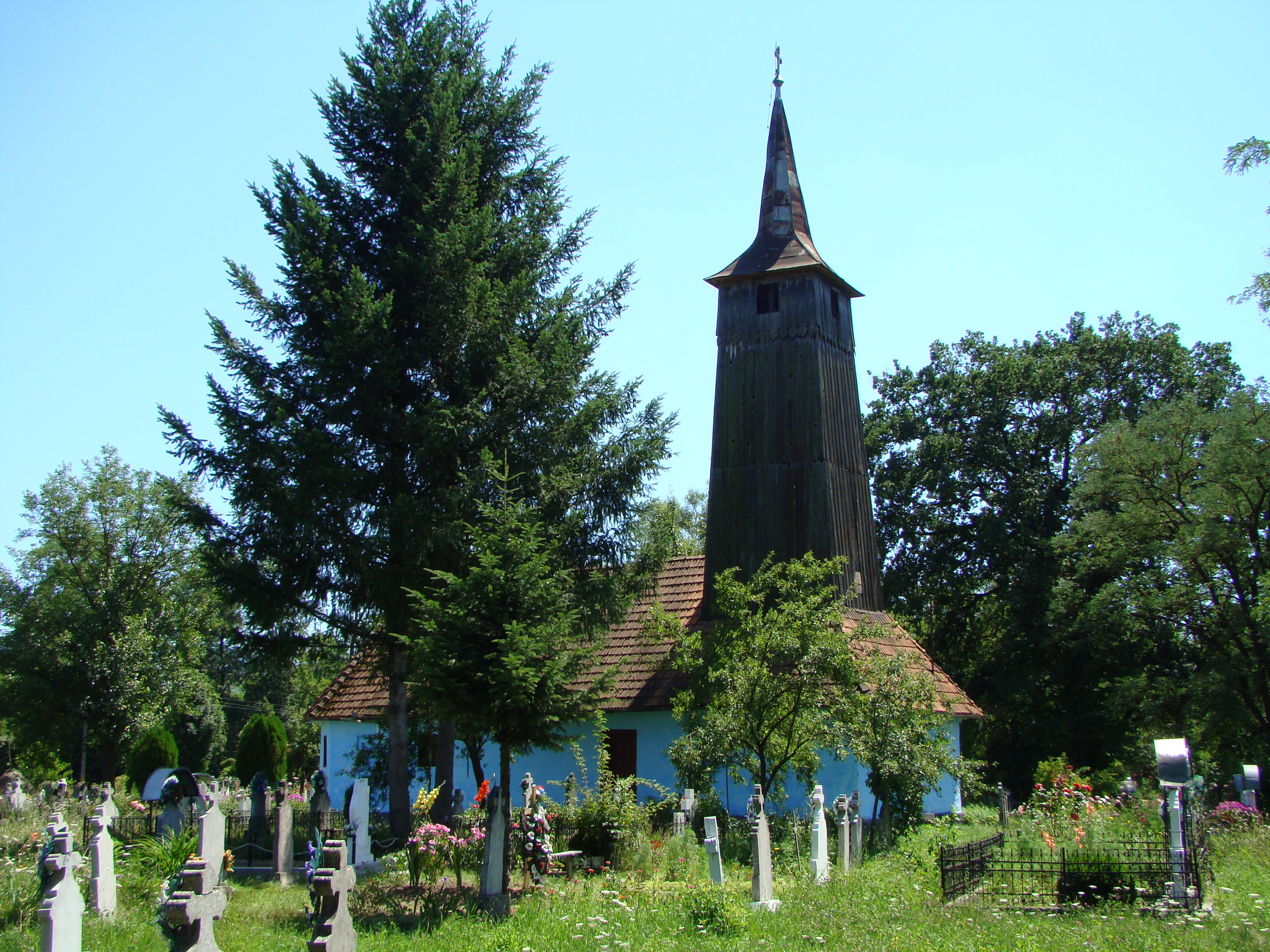

## Imagini din interior

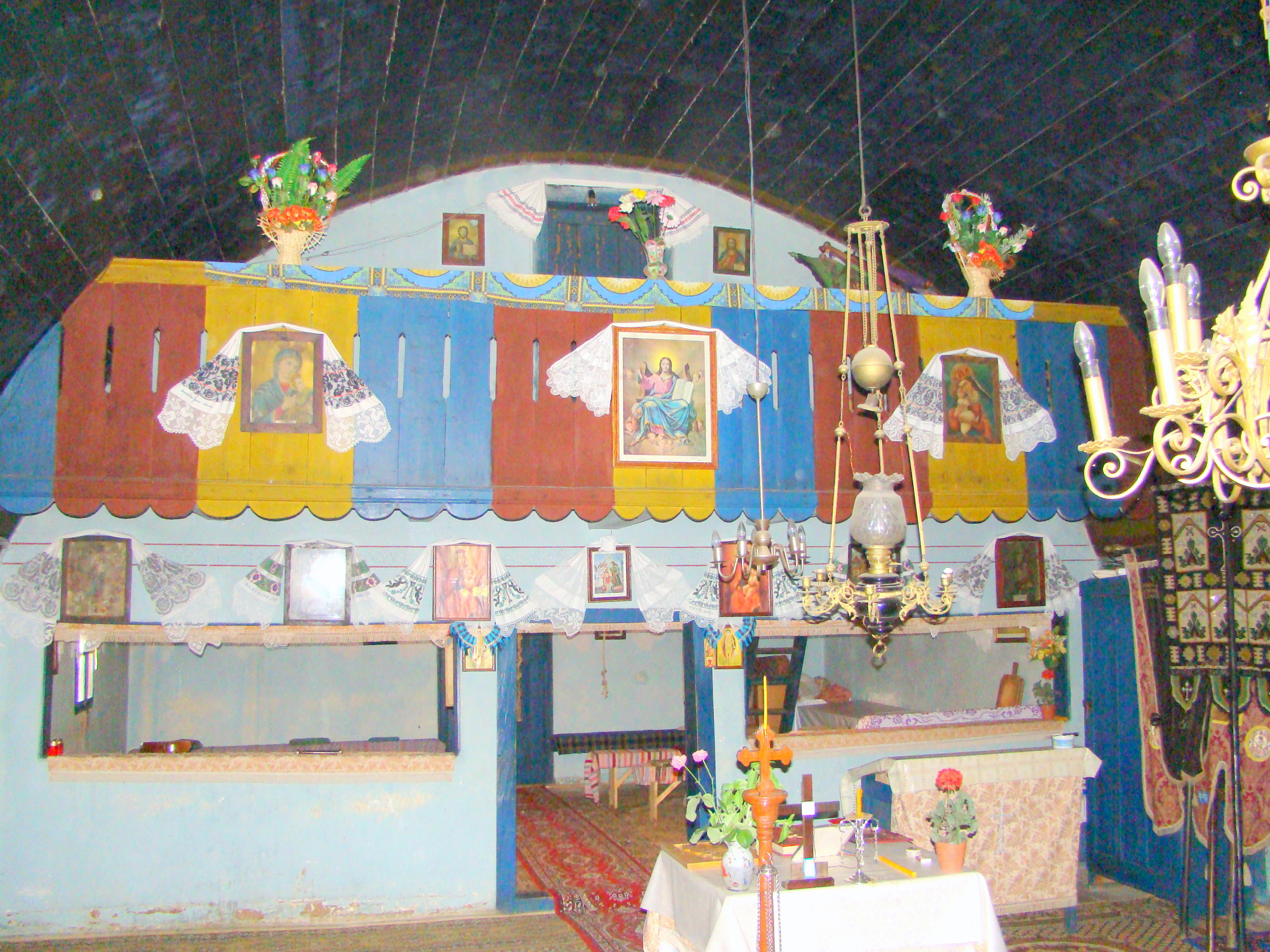
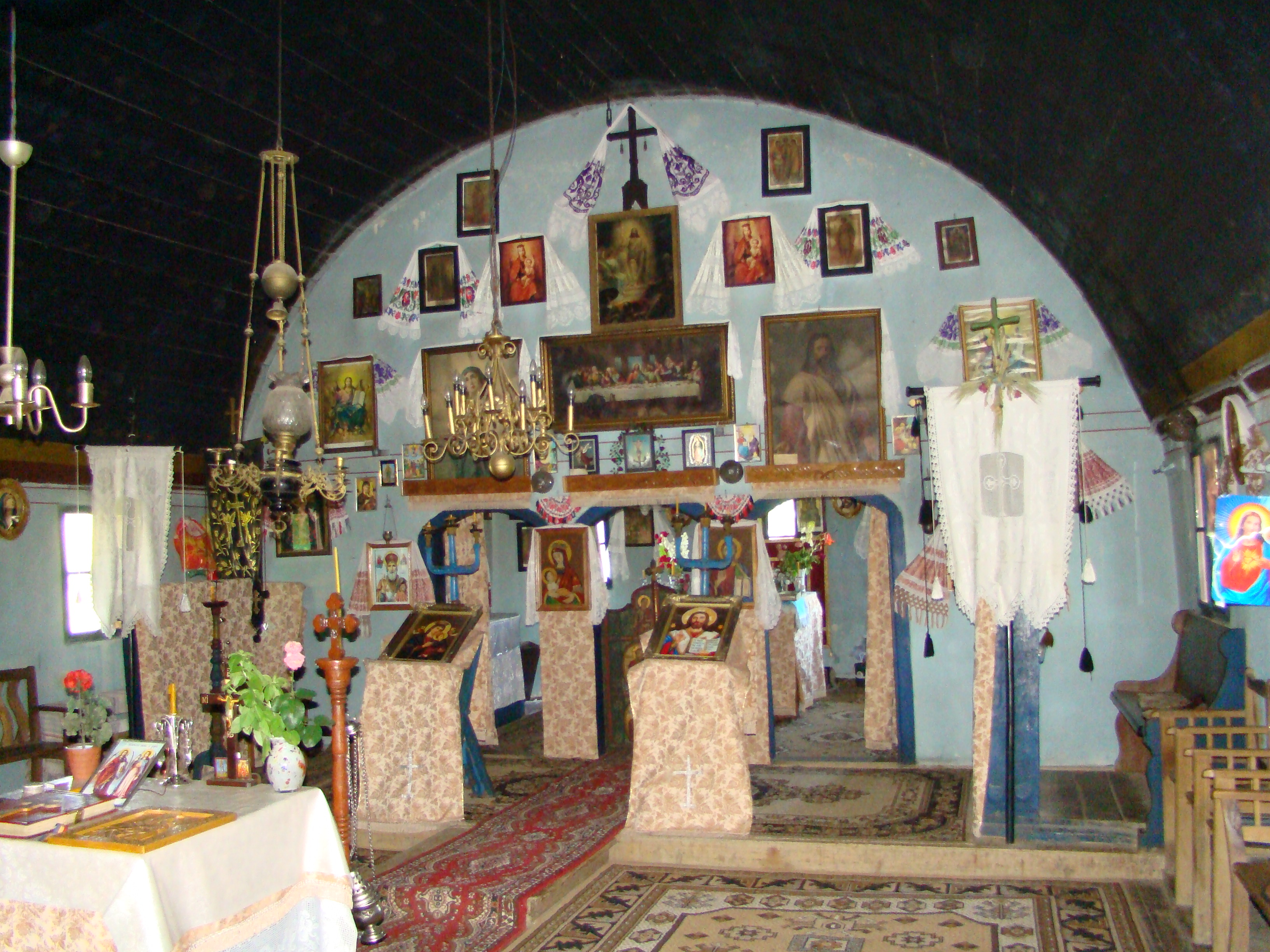
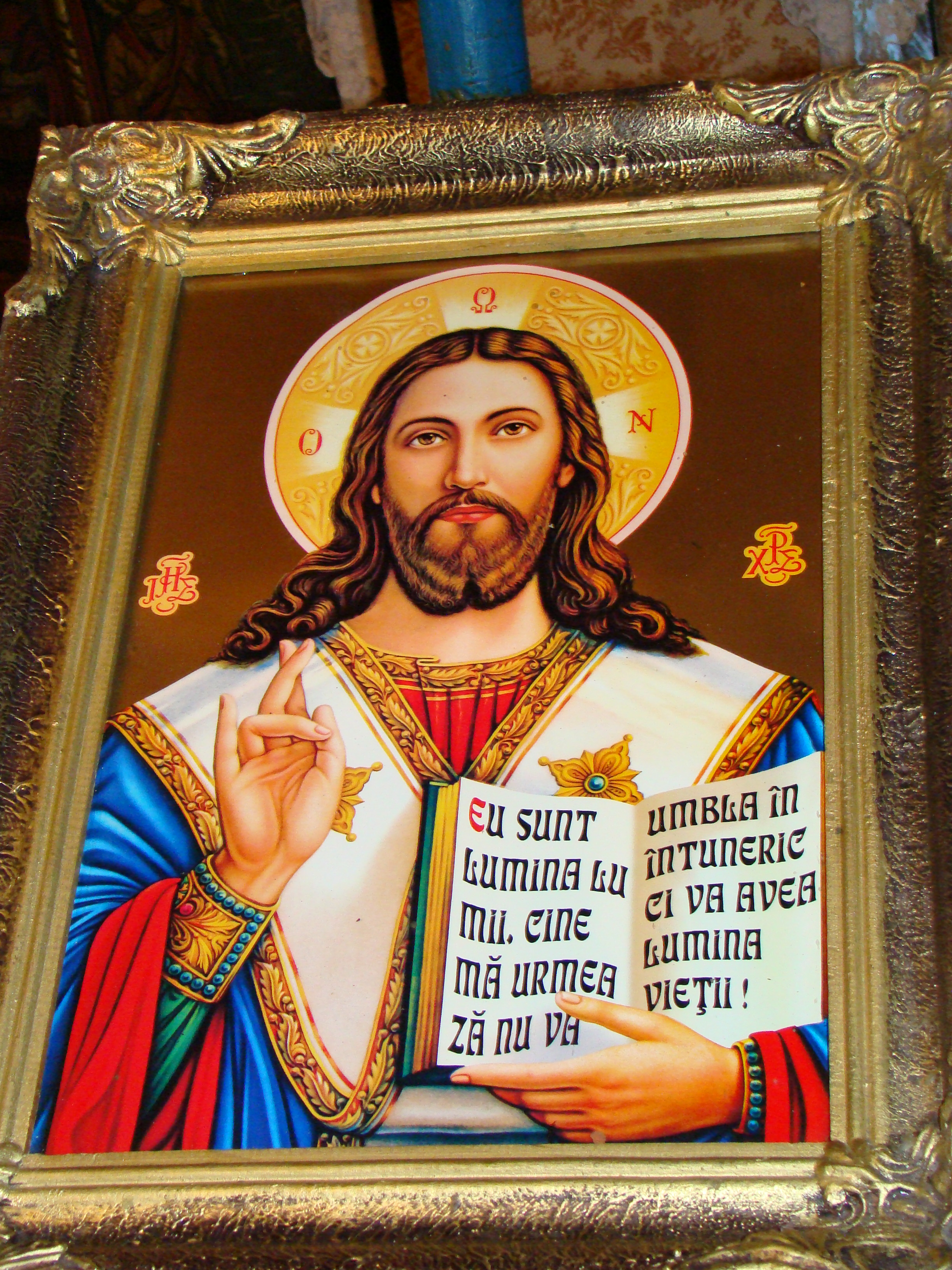
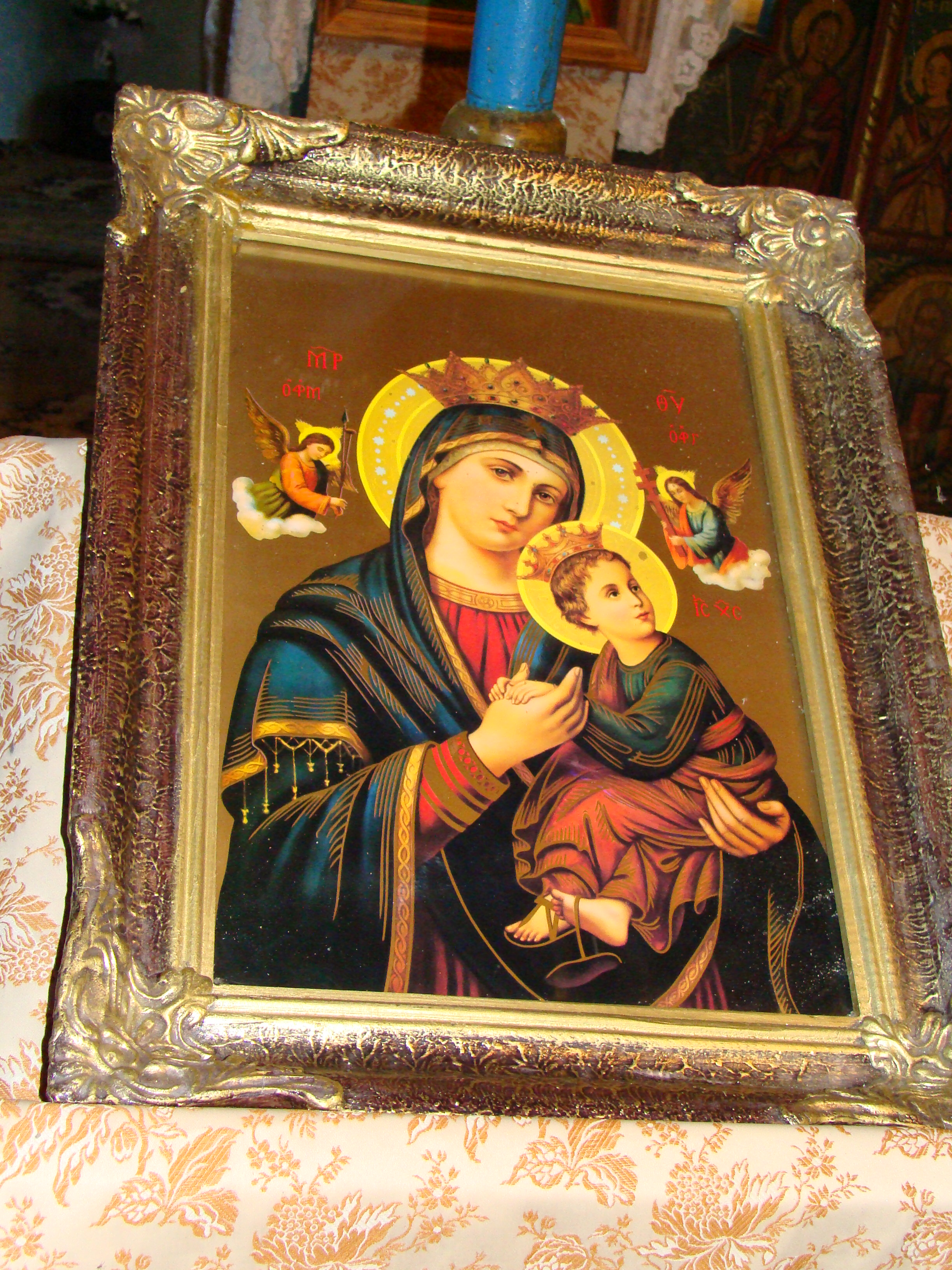
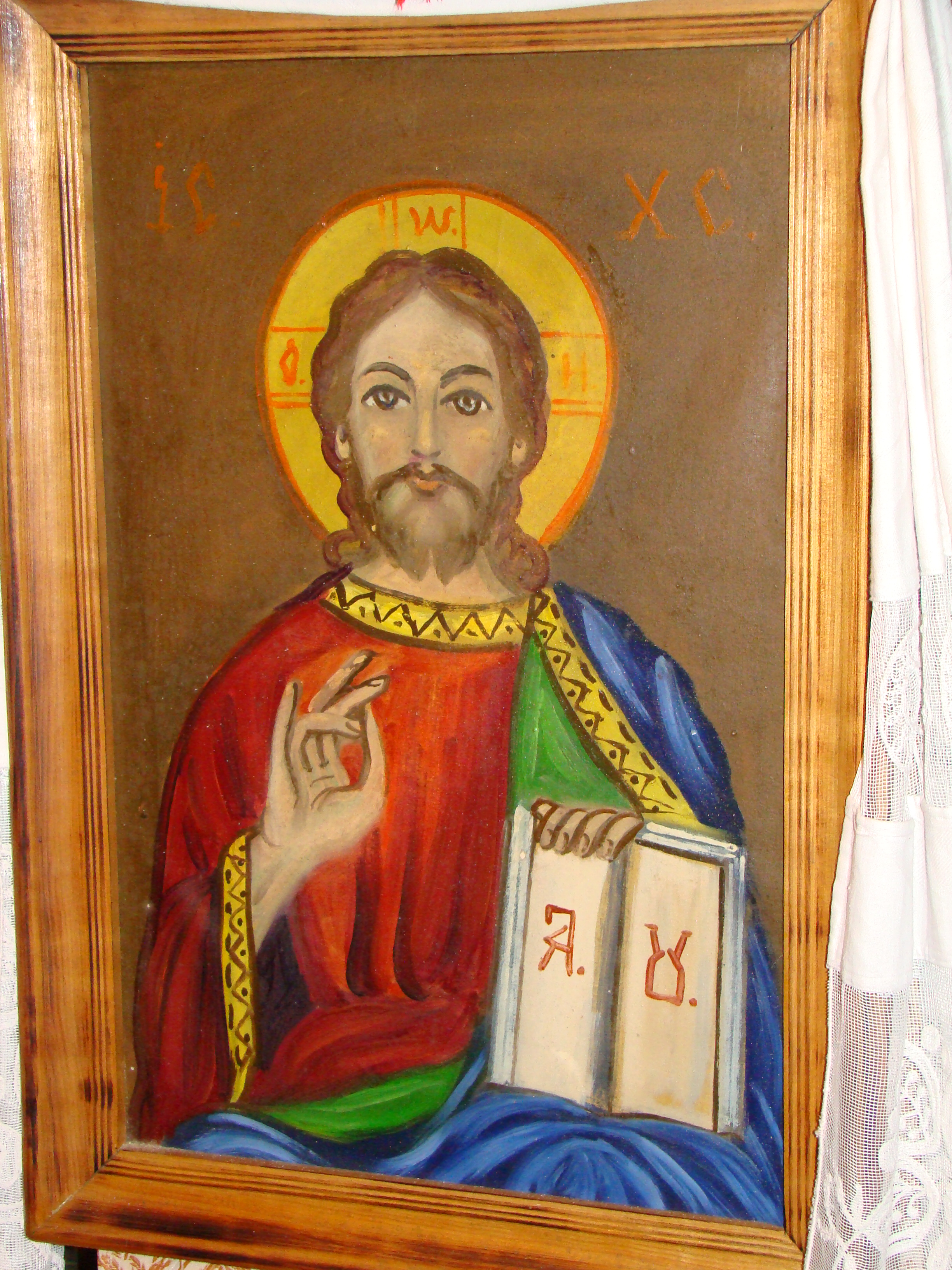
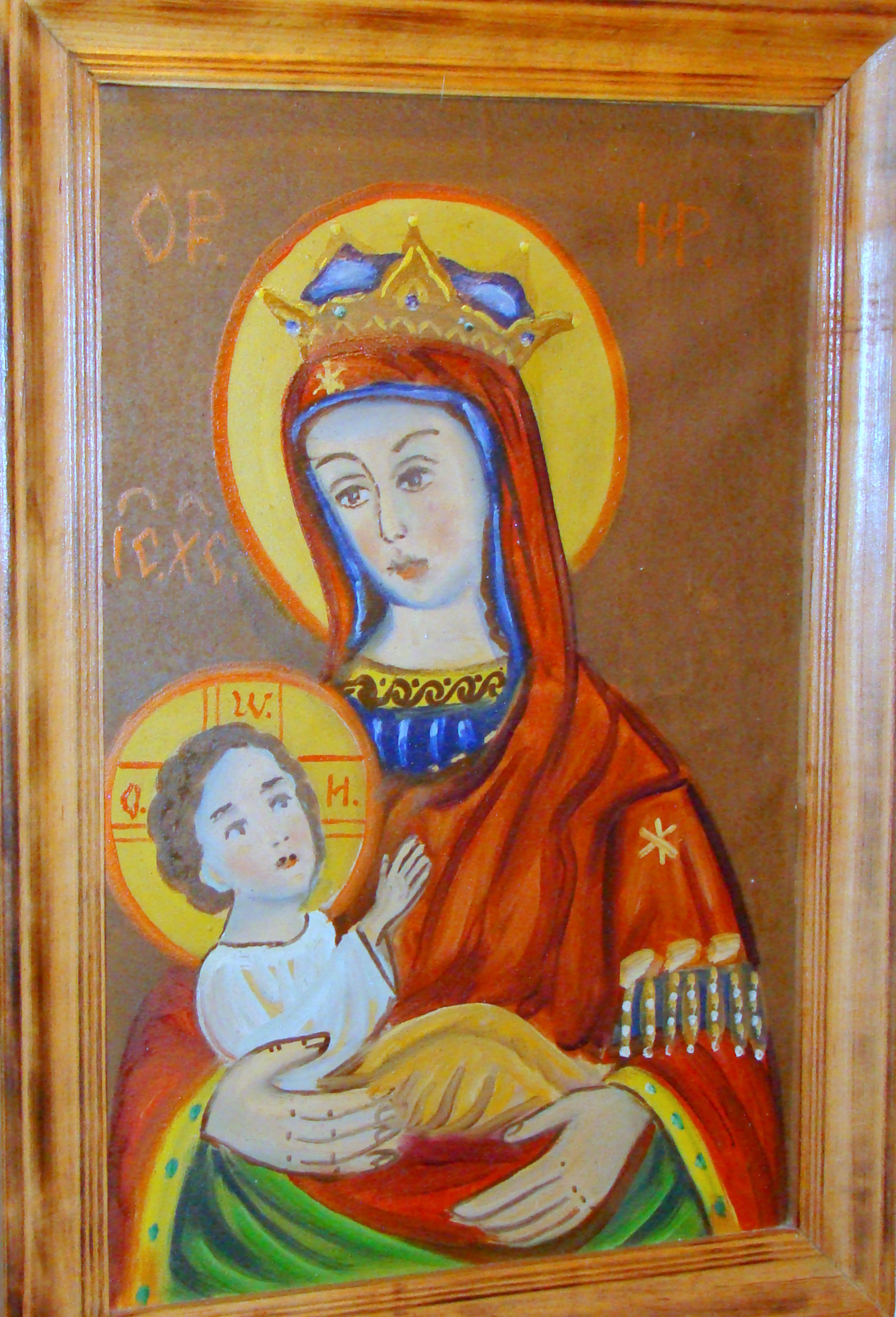
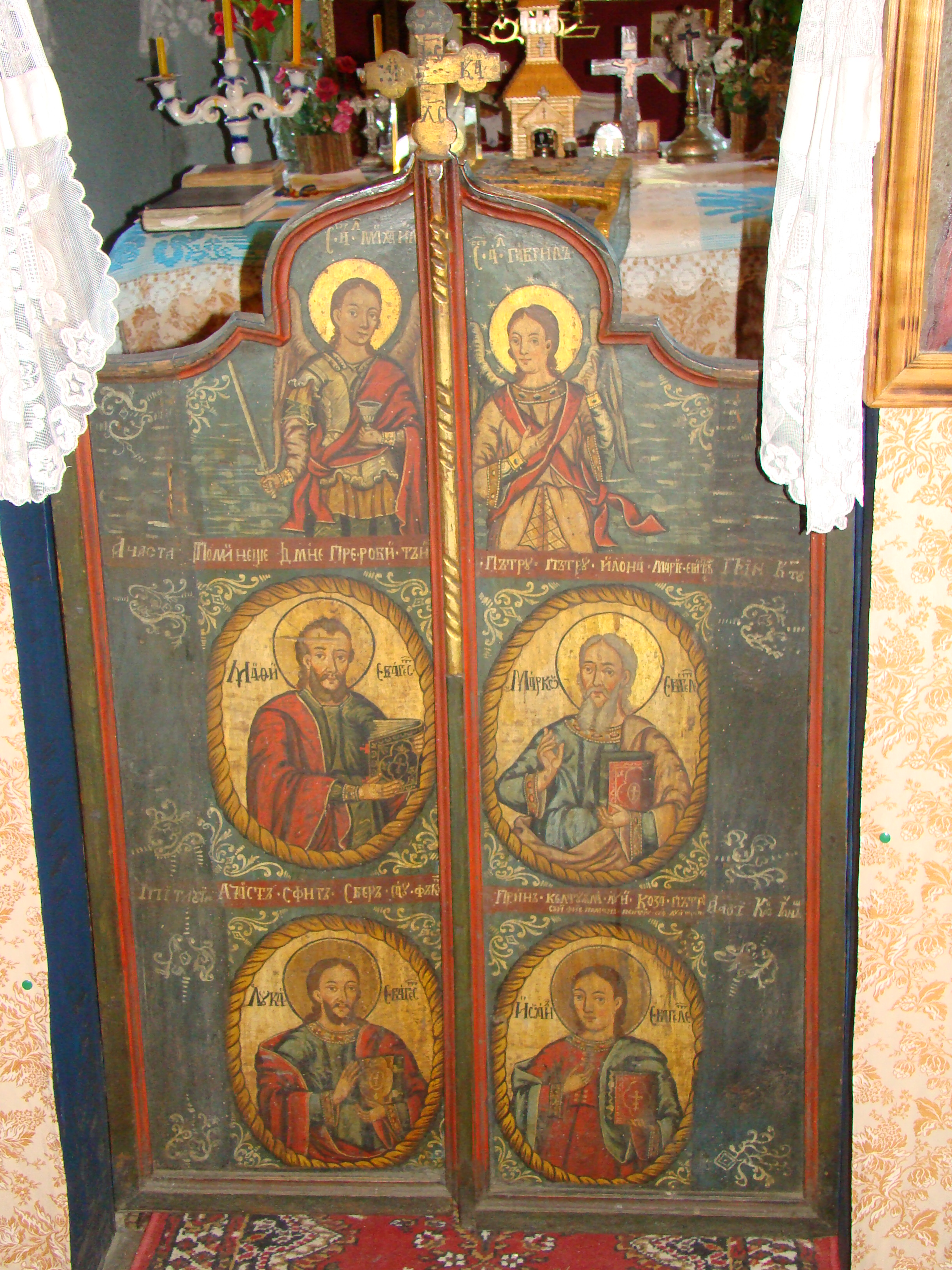
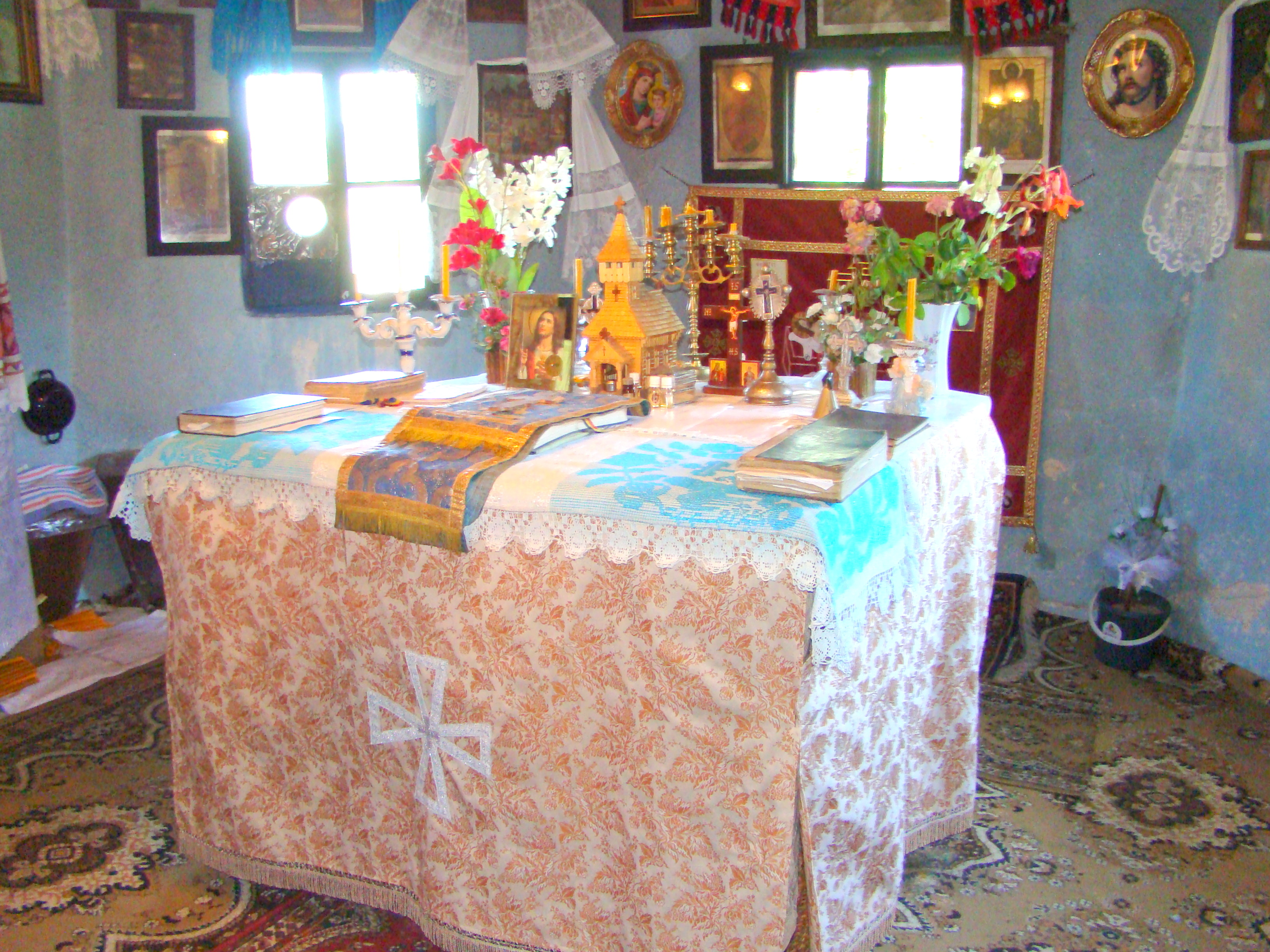